# Sigogne
Pour les articles homonymes, voir Sigogne (homonymie).
Pour l’article ayant un titre homophone, voir Cigogne.
Sigogne est une commune du Sud-Ouest de la France située dans le département de la Charente, en région Nouvelle-Aquitaine.
Ses habitants sont les Sigognais et les Sigognaises.

## Géographie

### Localisation et accès
Sigogne est une commune de l'ouest du département de la Charente située à 6 km au nord de Jarnac et 26 km à l'ouest d'Angoulême. Elle est la plus vaste commune du canton de Jarnac.
Le bourg de Sigogne, est un gros bourg, régulièrement bâti, aux rues larges et spacieuses. Il est aussi situé à 14 km au nord-est de Cognac et 9 km au sud-ouest de Rouillac.
Il se trouve au carrefour de la D 736, route de Ruffec à Barbezieux par Rouillac et Jarnac, et de la D 15 qui s'en détache pour se diriger vers Cognac.
D'autres routes départementales de moindre importance irriguent la commune et passent par le bourg : les D 1, D 55 et D 75.
La gare la plus proche est celle de Jarnac, desservie par des TER à destination d'Angoulême, Cognac, Saintes et Royan.

### Hameaux et lieux-dits
Les principaux hameaux de la commune sont : la Jarrie dans l'ouest de la commune, Rulle dans le nord, Bois Faucon à l'extrême sud, etc.

Bois Faucon
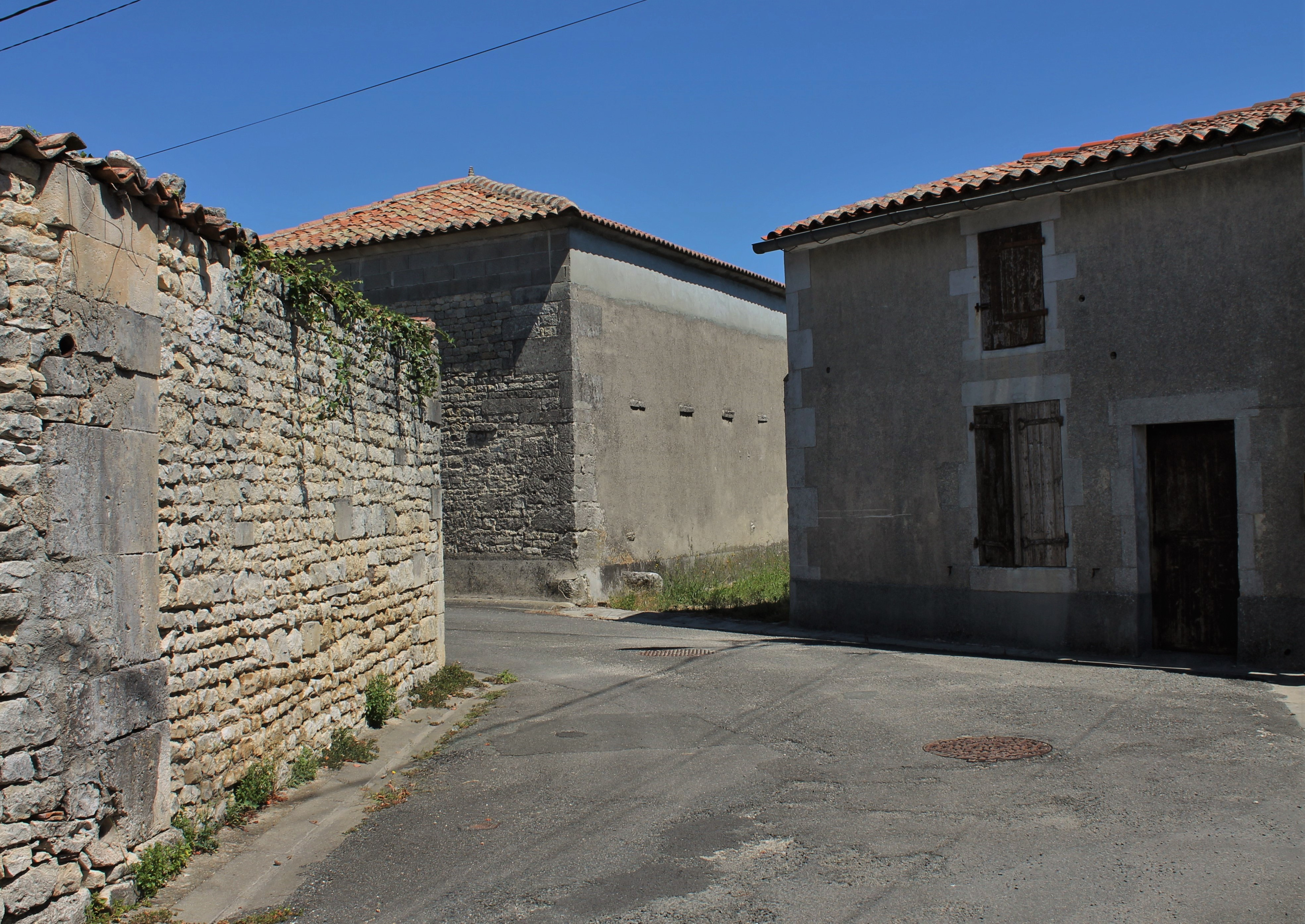
Vue du hameau
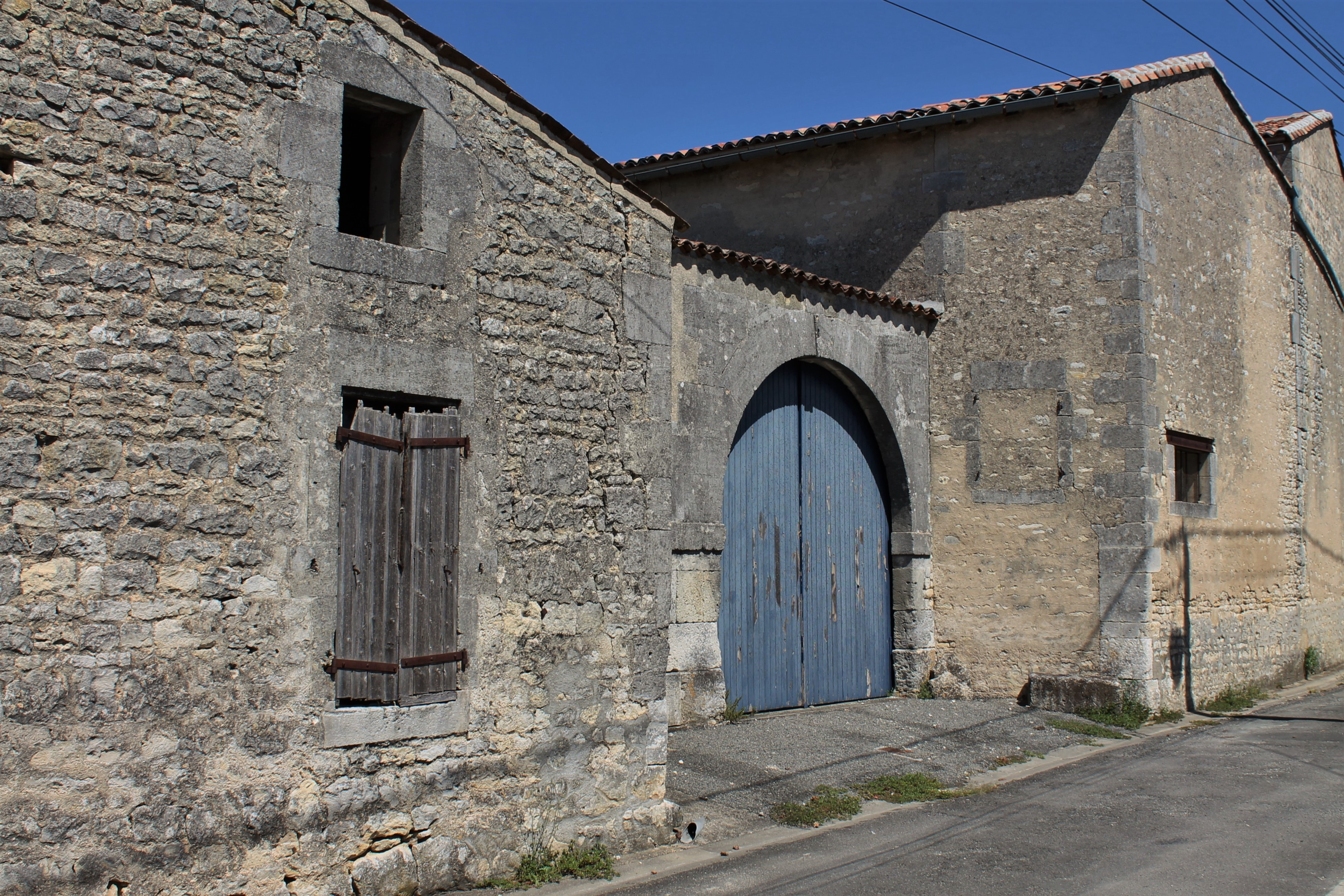
Ancien chai
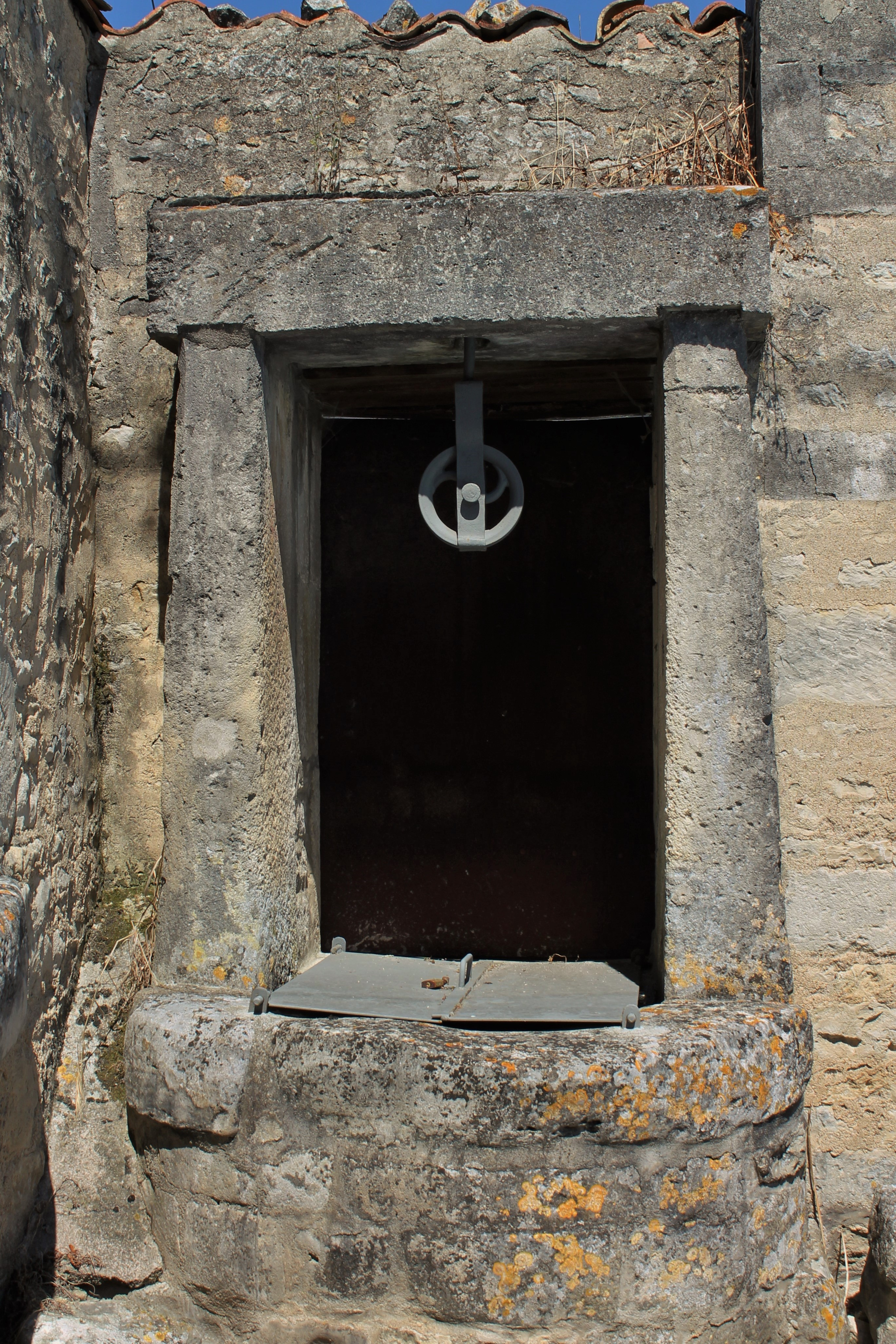
Puits

### Communes limitrophes
| Houlette | Courbillac    | Mareuil                 |
| Réparsac | Sigogne       | Rouillac, Vaux-Rouillac |
| Chassors | Les Métairies | Foussignac              |

### Géologie et relief
La commune occupe un bas plateau calcaire qui s'abaisse doucement vers l'ouest, et qui appartient au Portlandien (Jurassique supérieur). Dans la carrière de pierre située à l'est de la commune, les strates portlandiennes ont livré l'un des plus beaux fossiles de lépidote d'Europe. Ce poisson du Jurassique vivait dans des milieux lagunaires peu profonds et très salés. D'une longueur d'environ 1,20 m, on distingue très nettement son corps recouvert d'écailles, ainsi que les nageoires.
En bordure occidentale, on arrive à la plaine du Pays-Bas, ancienne zone lagunaire du Purbeckien (fin du Jurassique), qui s'étendait vers le nord-ouest et riche en gypse. Une petite zone de grèzes du Quaternaire est située à l'est du territoire communal (Bois Dagnaud),,.
Le point culminant de la commune est à une altitude de 91 m, situé en limite nord-est. Le point le plus bas est à 20 m, situé sur la limite occidentale le long du Tourtrat. Le bourg, situé sur une faible hauteur, est à 65 m d'altitude.

### Hydrographie

#### Réseau hydrographique

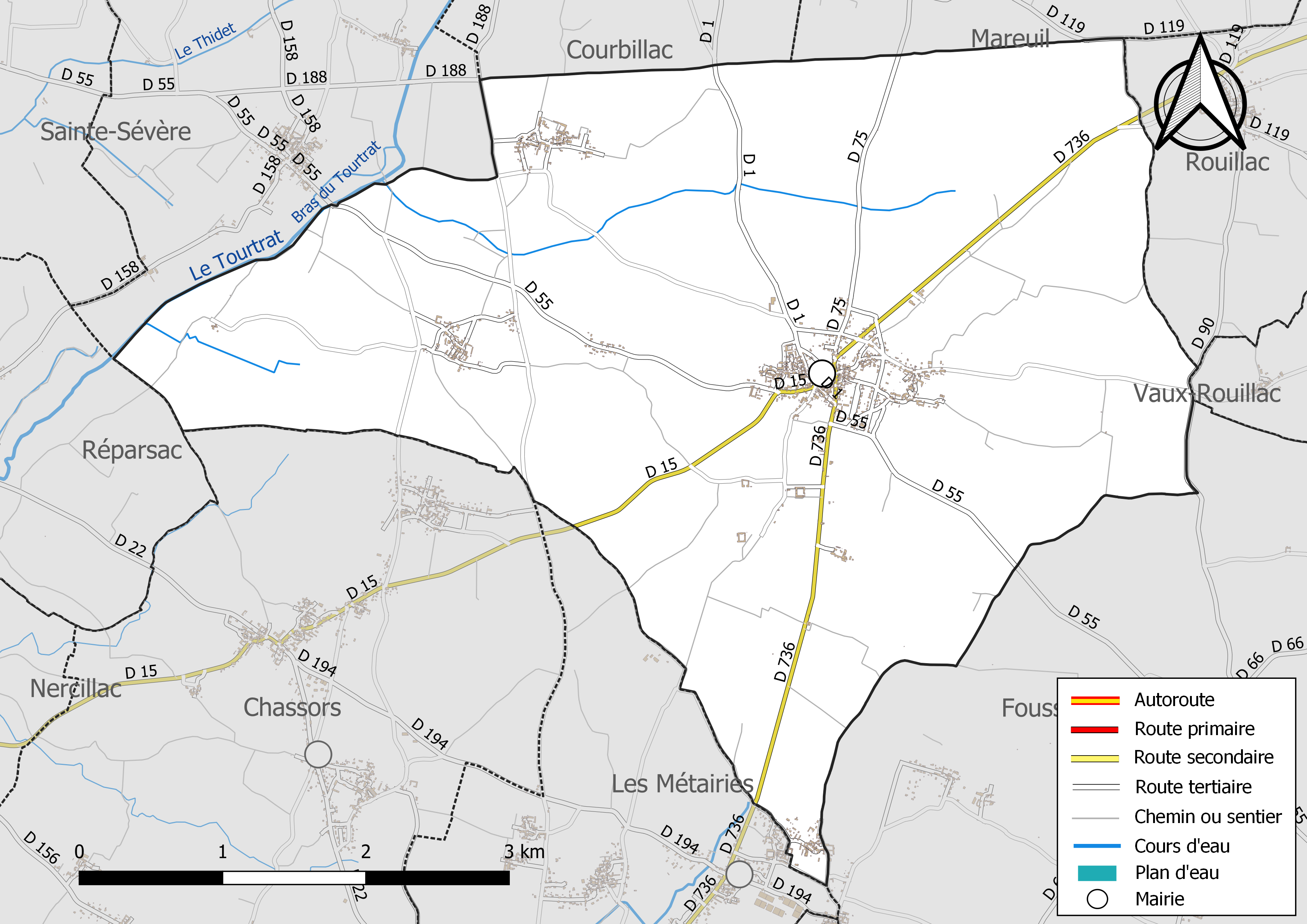
Réseaux hydrographique et routier de Sigogne.

La commune est située dans le bassin versant de la Charente au sein du Bassin Adour-Garonne. Elle est drainée par le Tourtrat et par deux petits cours d'eau, qui constituent un réseau hydrographique de 6 km de longueur totale,.
Ce vaste territoire n'est parcouru par aucun cours d'eau. Seul, le ruisseau intermittent du Tourtrat, affluent de la Soloire donc sous-affluent de la Charente sert de limite à la commune, à l'ouest, pendant quelques kilomètres.

#### Gestion des eaux
Le territoire communal est couvert par le schéma d'aménagement et de gestion des eaux (SAGE) « Charente ». Ce document de planification, dont le territoire correspond au bassin de la Charente, d'une superficie de 9 300 km2, a été approuvé le 19 novembre 2019. La structure porteuse de l'élaboration et de la mise en œuvre est l'établissement public territorial de bassin Charente. Il définit sur son territoire les objectifs généraux d’utilisation, de mise en valeur et de protection quantitative et qualitative des ressources en eau superficielle et souterraine, en respect des objectifs de qualité définis dans le troisième SDAGE  du Bassin Adour-Garonne qui couvre la période 2022-2027, approuvé le 10 mars 2022.

### Climat
Comme dans les trois quarts sud et ouest du département, le climat est océanique aquitain.

## Urbanisme

### Typologie
Au 1er janvier 2024, Sigogne est catégorisée commune rurale à habitat dispersé, selon la nouvelle grille communale de densité à 7 niveaux définie par l'Insee en 2022.
Elle est située hors unité urbaine. Par ailleurs la commune fait partie de l'aire d'attraction de Cognac, dont elle est une commune de la couronne,. Cette aire, qui regroupe 44 communes, est catégorisée dans les aires de 50 000 à moins de 200 000 habitants,.

### Occupation des sols
L'occupation des sols de la commune, telle qu'elle ressort de la base de données européenne d’occupation biophysique des sols Corine Land Cover (CLC), est marquée par l'importance des territoires agricoles (89,7 % en 2018), en augmentation par rapport à 1990 (88,7 %). La répartition détaillée en 2018 est la suivante : 
cultures permanentes (46 %), terres arables (31,1 %), zones agricoles hétérogènes (12,6 %), forêts (6,4 %), zones urbanisées (4 %). L'évolution de l’occupation des sols de la commune et de ses infrastructures peut être observée sur les différentes représentations cartographiques du territoire : la carte de Cassini (XVIIIe siècle), la carte d'état-major (1820-1866) et les cartes ou photos aériennes de l'IGN pour la période actuelle (1950 à aujourd'hui).

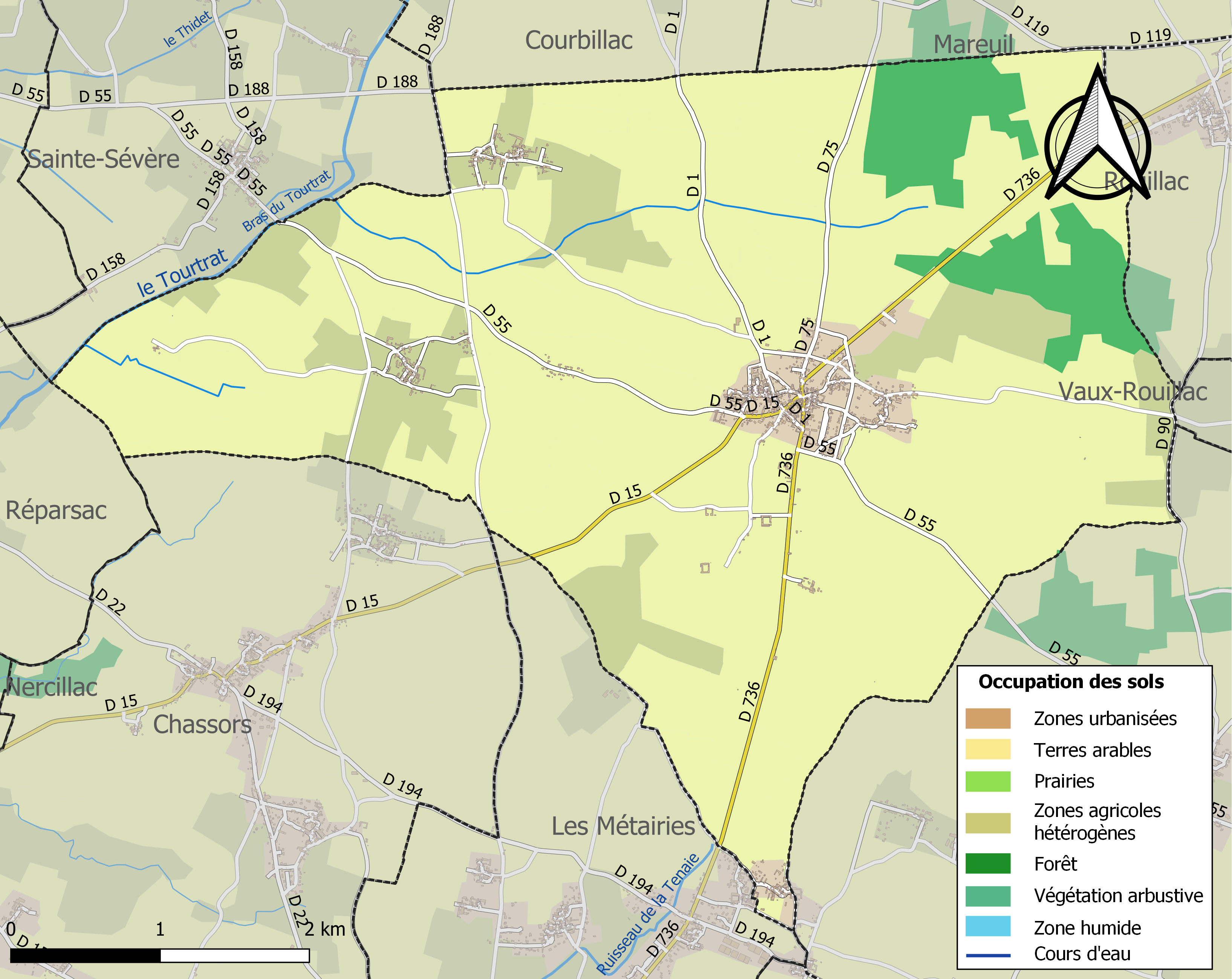
Carte des infrastructures et de l'occupation des sols de la commune en 2018 (CLC).

### Risques majeurs
Le territoire de la commune de Sigogne est vulnérable à différents aléas naturels : météorologiques (tempête, orage, neige, grand froid, canicule ou sécheresse) et séisme (sismicité modérée). Il est également exposé à un risque technologique,  le transport de matières dangereuses. Un site publié par le BRGM permet d'évaluer simplement et rapidement les risques d'un bien localisé soit par son adresse soit par le numéro de sa parcelle.

#### Risques naturels

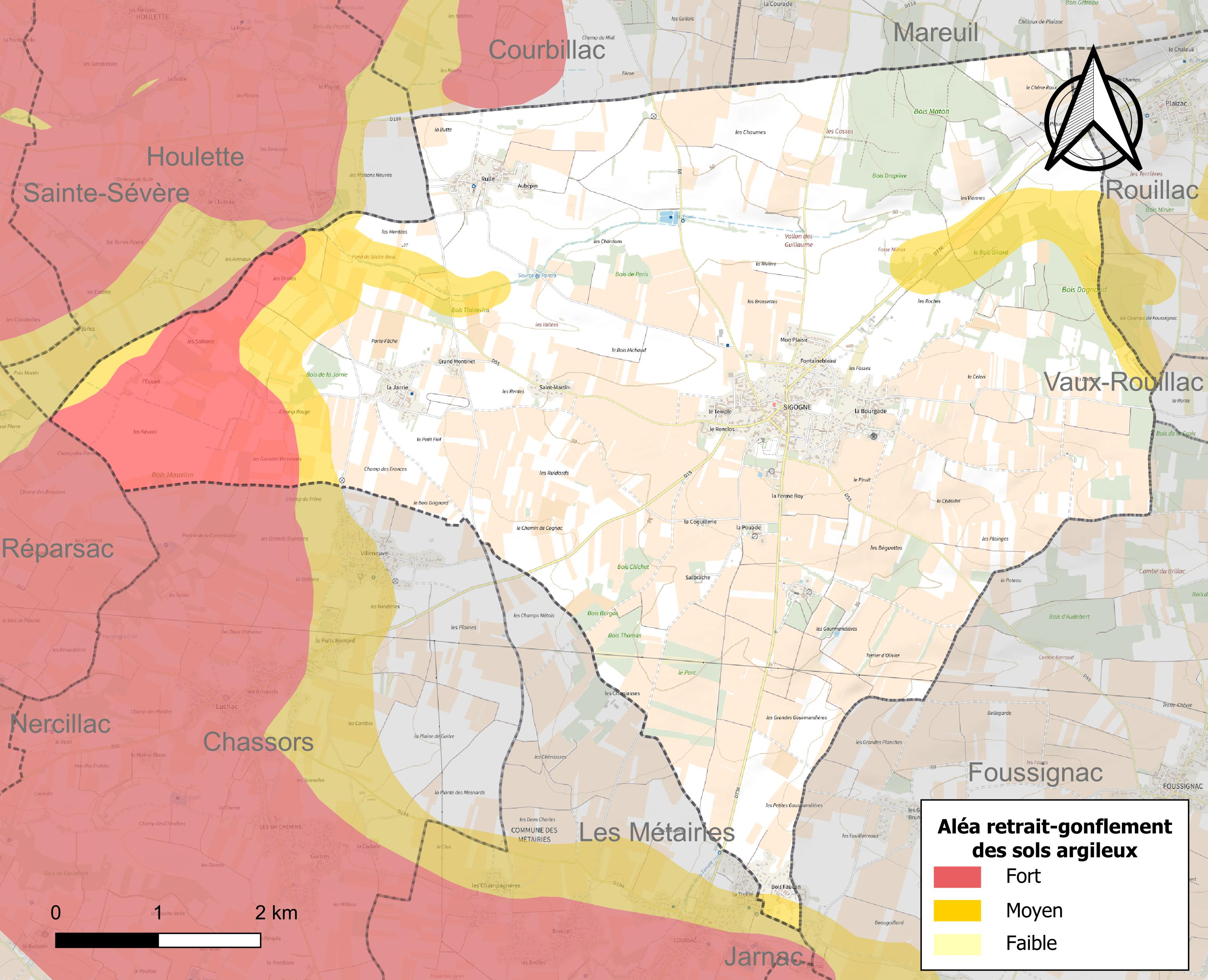
Carte des zones d'aléa retrait-gonflement des sols argileux de Sigogne.

Le retrait-gonflement des sols argileux est susceptible d'engendrer des dommages importants aux bâtiments en cas d’alternance de périodes de sécheresse et de pluie. 14,8 % de la superficie communale est en aléa moyen ou fort (67,4 % au niveau départemental et 48,5 % au niveau national). Sur les 512 bâtiments dénombrés sur la commune en 2019,  9 sont en aléa moyen ou fort, soit 2 %, à comparer aux 81 % au niveau départemental et 54 % au niveau national. Une cartographie de l'exposition du territoire national au retrait gonflement des sols argileux est disponible sur le site du BRGM,.
Par ailleurs, afin de mieux appréhender le risque d’affaissement de terrain, l'inventaire national des cavités souterraines permet de localiser celles situées sur la commune.
La commune a été reconnue en état de catastrophe naturelle au titre des dommages causés par les inondations et coulées de boue survenues en 1982, 1999 et 2013. Concernant les mouvements de terrains, la commune a été reconnue en état de catastrophe naturelle au titre des dommages causés par des mouvements de terrain en 1999.

#### Risques technologiques
Le risque de transport de matières dangereuses sur la commune est lié à sa traversée par une ou des infrastructures routières ou ferroviaires importantes ou la présence d'une canalisation de transport d'hydrocarbures. Un accident se produisant sur de telles infrastructures est susceptible d’avoir des effets graves sur les biens, les personnes ou l'environnement, selon la nature du matériau transporté. Des dispositions d’urbanisme peuvent être préconisées en conséquence.

## Toponymie
Les formes anciennes sont Ciconiis en 1298, Sigoniis, Ciconiis (non datée, Moyen Âge).
Selon Dauzat, l'origine du nom de Sigogne remonterait à un nom de personne gallo-romain Ciconius (sous-entendu villa). La forme plurielle semble appuyer l'explication de Talbert, qui évoque le nom commun latin (neutre pluriel) siccanea, signifiant « endroit sec », s'appuyant aussi sur le fait qu'il n'y a aucun ruisseau et que la commune manque d'eau.

## Histoire
On a trouvé, au lieu-dit le Temple, les vestiges d'une bourgade celtique : dans un ancien cimetière, des bracelets en fer, un bracelet en or et des anneaux en fer,.
La limite nord de la commune est formée par la voie d'Agrippa, dite aussi chemin des Romains ou Chemin chaussé, ancienne voie romaine de Saintes à Lyon. Différents sites à tegulae (la Coulle aux Poids, Bois Girard) indiquent d'ailleurs un habitat gallo-romain relativement important.
Au Moyen Âge et sous l'Ancien Régime, cette paroisse relevait directement de la châtellenie de Jarnac.
On trouvait dans le nord de la paroisse le petit fief de Rulle, propriété d'une branche de la famille de Lestang.
À la Quantinerie, au sud du bourg de Sigogne, existe un logis, qui appartenait autrefois à la famille de Bonnegens,.
Pendant la première moitié du XXe siècle, la commune était desservie par la petite ligne ferroviaire d'intérêt local à voie métrique des Chemins de fer économiques des Charentes allant de Saint-Angeau à Segonzac, et qui passait par Mansle, Rouillac et Jarnac.
À cette même époque, les foires se tenaient au bourg le deuxième dimanche du mois.

## Administration
Sigogne a été créée en 1793 dans le canton de Jarnac le district devenu arrondissement de Cognac et le département de la Charente.
| Période                                  | Période  | Identité                         | Étiquette | Qualité |
| ---------------------------------------- | -------- | -------------------------------- | --------- | --- |
| Les données manquantes sont à compléter. |          |                                  |           | |
| ?                                        | ?        | Jean-Baptiste Montaxier          | SE        | Probablement le tout premier maire de Sigogne, car il figure en cette qualité dans un document daté de 1790 et conservé dans les archives municipales de Cognac. |
| ?                                        | ?        | Asserin                          | SE        | Asserin signa en qualité de maire l'inventaire du logis de Rulle établi en 1793. |
| ?                                        | 1800     | Louis-Philippe de Bonnegens      | SE        | Agent municipal représentant Sigogne au sein de la municipalité cantonale de Jarnac (période du Directoire); entre 1795 et 1800, outre Louis-Philippe de Bonnegens, plusieurs personnes figurent dans les documents en cette qualité : Delaborde, Martin, Ranson, Asserin et Guay. |
| 1800                                     | 1818     | Louis-Philippe de Bonnegens      | SE        | |
| 1818                                     | 1830     | Philippe de Bonnegens "l'aîné"   | SE        | Propriétaire, ancien militaire |
| 1830                                     | 1834     | Jean Bussac                      | SE        | Propriétaire viticulteur |
| 1834                                     | 1840     | François Asserin                 | SE        | |
| 1840                                     | 1843     | Jean Bernard                     | SE        | |
| 1843                                     | 1846     | Philippe Lotte                   | SE        | Propriétaire |
| 1846                                     | 1852     | Jean Delage                      | SE        | |
| 1852                                     | 1860     | Jean-Baptiste Delage             | SE        | |
| 1860                                     | 1884     | Philippe de Bonnegens            | SE        | Propriétaire |
| 1884                                     | 1904     | Gaston Faurichon de la Bardonnie | SE        | Militaire (zouave pontifical), puis propriétaire |
| 1904                                     | 1919     | Jules Moquet                     | SE        | |
| 1919                                     | 1929     | Octave Robert                    | SE        | Viticulteur |
| 1929                                     | 1944     | Henri Daniault                   | SE        | Viticulteur |
| 1944                                     | 1945     | Emile Cheneby                    | SE        | Maire de la municipalité provisoire désignée par Joseph Garnier, chargé des fonctions préfectorales de la Charente |
| 1945                                     | 1947     | Camille Blanchet                 | SE        | Viticulteur |
| 1947                                     | 1983     | Claude Veillon                   | SE        | Viticulteur bouilleur de cru |
| 1983                                     | 1989     | Pierrette Delavier               | SE        | |
| 1989                                     | En cours | Jean-Philippe Roy                | SE        | Viticulteur bouilleur de cru |

### Fiscalité
La fiscalité en 2007 est d'un taux de 15 % sur le bâti, 42,16 % sur le non bâti, et 8,19 %  pour la taxe d'habitation.
La communauté de communes de Jarnac prélève la taxe professionnelle au taux 10,26 %.

## Démographie

### Évolution démographique
L'évolution du nombre d'habitants est connue à travers les recensements de la population effectués dans la commune depuis 1793. Pour les communes de moins de 10 000 habitants, une enquête de recensement portant sur toute la population est réalisée tous les cinq ans, les populations de référence des années intermédiaires étant quant à elles estimées par interpolation ou extrapolation. Pour la commune, le premier recensement exhaustif entrant dans le cadre du nouveau dispositif a été réalisé en 2006.

En 2022, la commune comptait 965 habitants, en évolution de −3,31 % par rapport à 2016 (Charente : −0,48 %, France hors Mayotte : +2,11 %).
| 1793  | 1800  | 1806  | 1821  | 1831  | 1841  | 1846  | 1851  | 1856  |
| ----- | ----- | ----- | ----- | ----- | ----- | ----- | ----- | ----- |
| 1 217 | 1 158 | 1 309 | 1 329 | 1 371 | 1 372 | 1 395 | 1 437 | 1 469 |

| 1861  | 1866  | 1872  | 1876  | 1881  | 1886  | 1891  | 1896  | 1901  |
| ----- | ----- | ----- | ----- | ----- | ----- | ----- | ----- | ----- |
| 1 538 | 1 525 | 1 511 | 1 444 | 1 250 | 1 127 | 1 123 | 1 010 | 1 009 |

| 1906 | 1911 | 1921 | 1926 | 1931 | 1936 | 1946 | 1954 | 1962 |
| ---- | ---- | ---- | ---- | ---- | ---- | ---- | ---- | ---- |
| 993  | 901  | 869  | 891  | 877  | 884  | 853  | 859  | 930  |

| 1968 | 1975 | 1982 | 1990 | 1999 | 2006  | 2011 | 2016 | 2021 |
| ---- | ---- | ---- | ---- | ---- | ----- | ---- | ---- | ---- |
| 950  | 914  | 883  | 946  | 896  | 1 003 | 961  | 998  | 971  |

| 2022 | - | - | - | - | - | - | - | - |
| ---- | - | - | - | - | - | - | - | - |
| 965  | - | - | - | - | - | - | - | - |

### Pyramide des âges
En 2018, le taux de personnes d'un âge inférieur à 30 ans s'élève à 29,2 %, soit en dessous de la moyenne départementale (30,2 %). À l'inverse, le taux de personnes d'âge supérieur à 60 ans est de 29 % la même année, alors qu'il est de 32,3 % au niveau départemental.
En 2018, la commune comptait 496 hommes pour 492 femmes, soit un taux de 50,2 % d'hommes, légèrement supérieur au taux départemental (48,41 %).
Les pyramides des âges de la commune et du département s'établissent comme suit.
| Hommes | Classe d’âge | Femmes |
| ------ | ------------ | ------ |
| 1,2    | 90 ou +      | 1,0    |
| 8,3    | 75-89 ans    | 9,2    |
| 19,4   | 60-74 ans    | 18,8   |
| 26,2   | 45-59 ans    | 24,6   |
| 16,5   | 30-44 ans    | 16,3   |
| 13,7   | 15-29 ans    | 13,8   |
| 14,7   | 0-14 ans     | 16,3   |

| Hommes | Classe d’âge | Femmes |
| ------ | ------------ | ------ |
| 1      | 90 ou +      | 2,7    |
| 9,2    | 75-89 ans    | 12     |
| 20,6   | 60-74 ans    | 21,3   |
| 20,7   | 45-59 ans    | 20,3   |
| 16,8   | 30-44 ans    | 16     |
| 15,6   | 15-29 ans    | 13,4   |
| 16,1   | 0-14 ans     | 14,3   |

### Remarques
Sigogne, florissante commune viticole au début du XIXe siècle, et qui a compté jusqu'à 1 538 habitants en 1861 a perdu plus d'un tiers de sa population lors de la crise du phylloxéra. Avant cette époque néfaste, Sigogne produisait d'excellents vins rouges, très estimés, qui s'exportaient au loin et s'expédiaient dans tout le centre de la France. Restée stable entre 850 et 950 habitants, sa population vient, en repassant la barre des 1 000 habitants en 2006 de retrouver son niveau de 1901.

## Économie
Le territoire de la commune de Sigogne est presque uniquement voué à la viticulture. Ses vins blancs de bonne qualité alimentent les nombreuses distilleries de la région. La commune est classée dans les Fins Bois, dans la zone d'appellation d'origine contrôlée du cognac.

## Équipements, services et vie locale

### Enseignement
Sigogne possède une école primaire publique comprenant quatre classes (une de maternelle et trois d'élémentaire). 
Le secteur du collège est Jarnac.

## Lieux et monuments

### Patrimoine religieux
L'église paroissiale Saint-Martin, de l'ancien diocèse de Saintes, est de style roman ogivé des XIIe et XIIIe siècles ; elle possède une large nef de deux travées, sous berceau brisé en pierre, percées de baies sur les côtés. Le faux carré, sous le clocher, et le chœur rectangulaire, percés de baies en plein cintre au nord, au sud et à l'est, sont voûtés sur croisées d'ogives. Ces voûtes sont portées, ainsi que les doubleaux : à l'ouest par de larges pilastres doublés, entre elles, par les mêmes supports ; à l'est, par un faisceau de colonnes. Au sud du faux carré existe une petite porte. Plusieurs chapiteaux présentent de magnifiques sculptures de griffons, de masques de démons et de têtes humaines.
Sur la façade ouvre un portail en plein cintre à trois voussures ; une longue fenêtre et un pignon surmontent la porte. Les murs latéraux sont renforcés de contreforts doublés ; le chevet est surmonté d'un pignon.
Le clocher rectangulaire a deux étages. le premier est décoré sur chaque face de quatre arcades aveugles ; le second est percé de trois baies encadrées de colonnes aux chapiteaux sculptées. La grande tour de son clocher, remarquable par son architecture, est l'une des plus belles de Charente,.
Elle est inscrite monument historique depuis 1957.

Église Saint-Martin
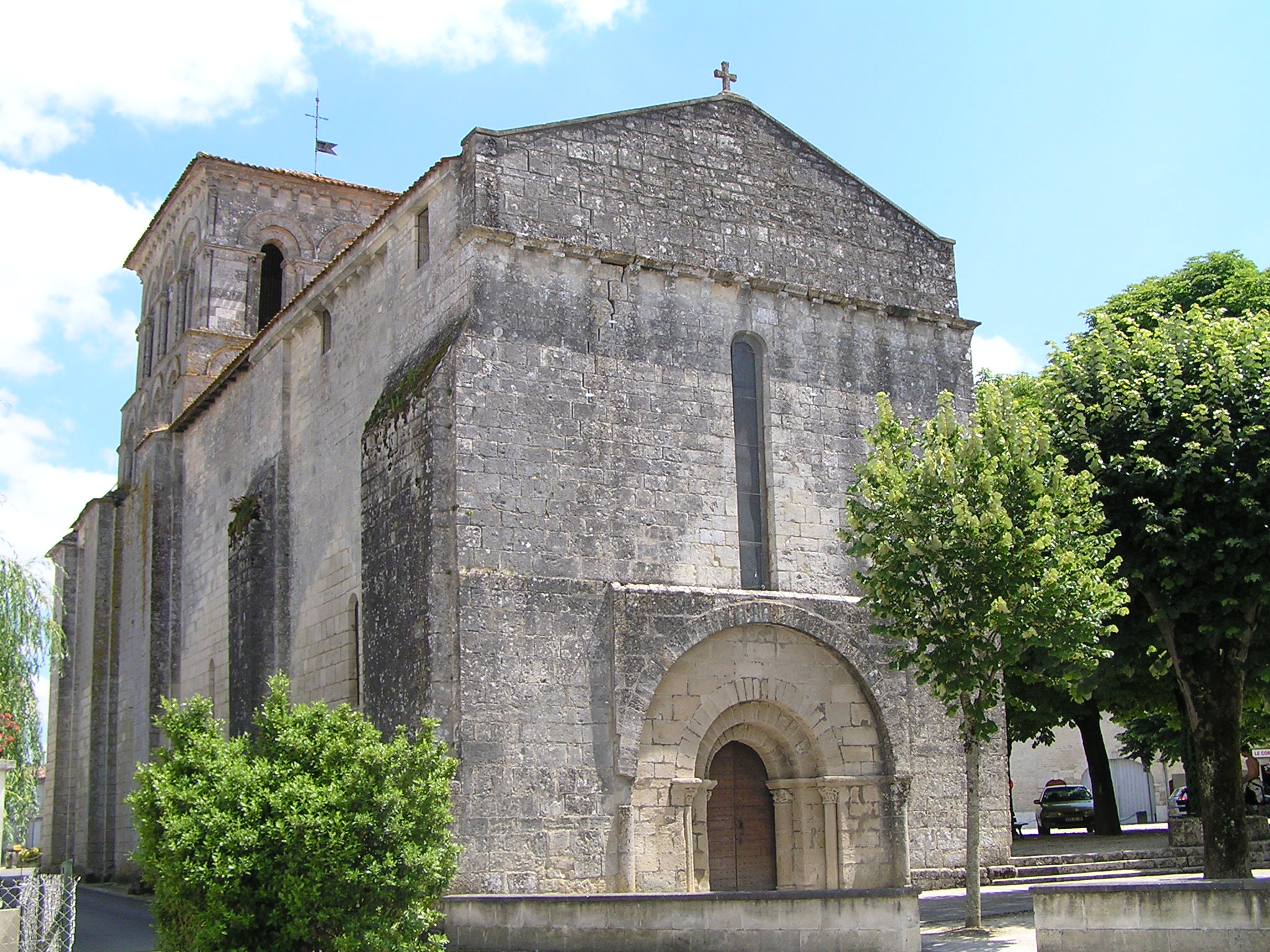
Vue générale.
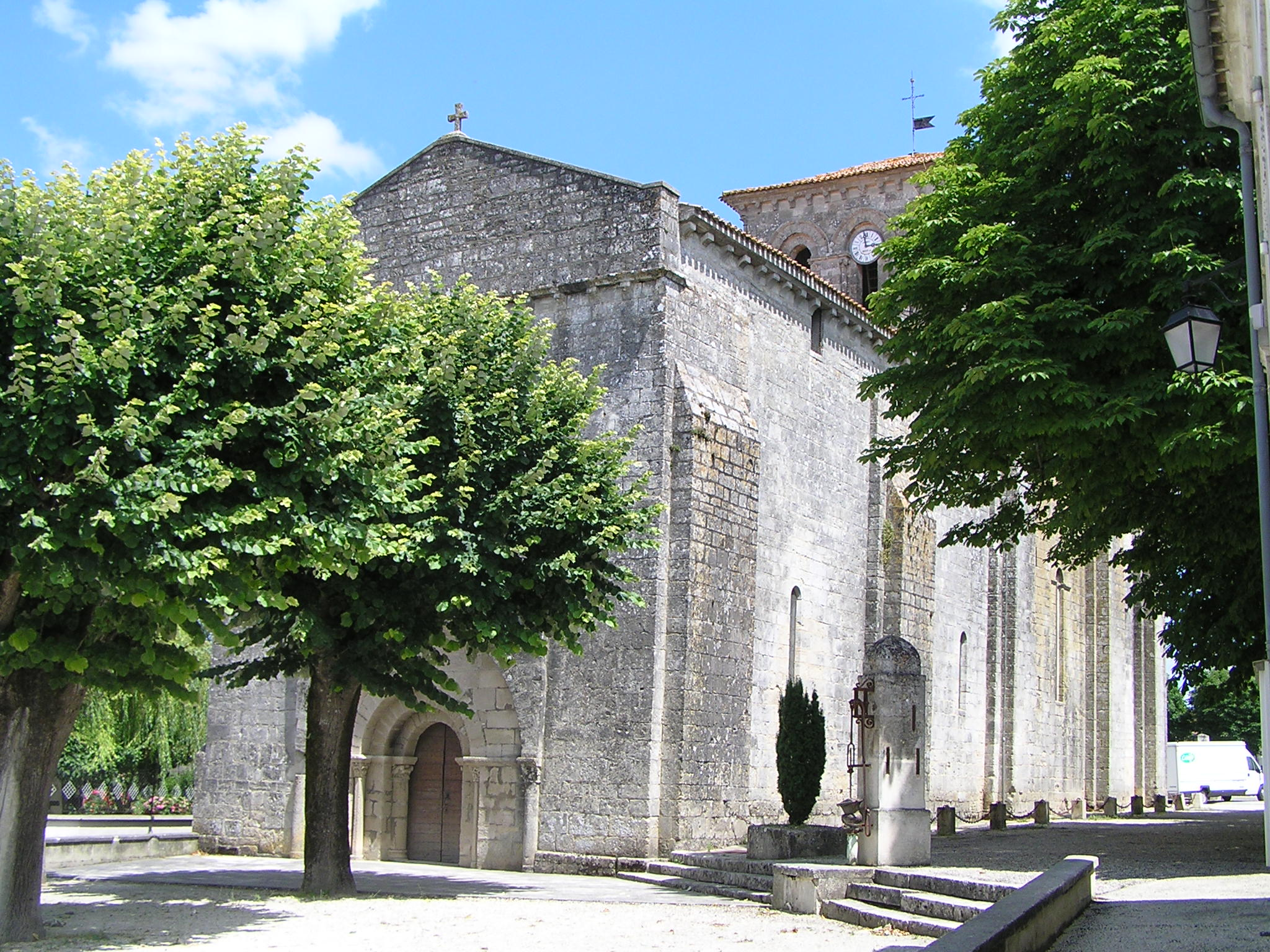
Pompe sur puits devant l'église.
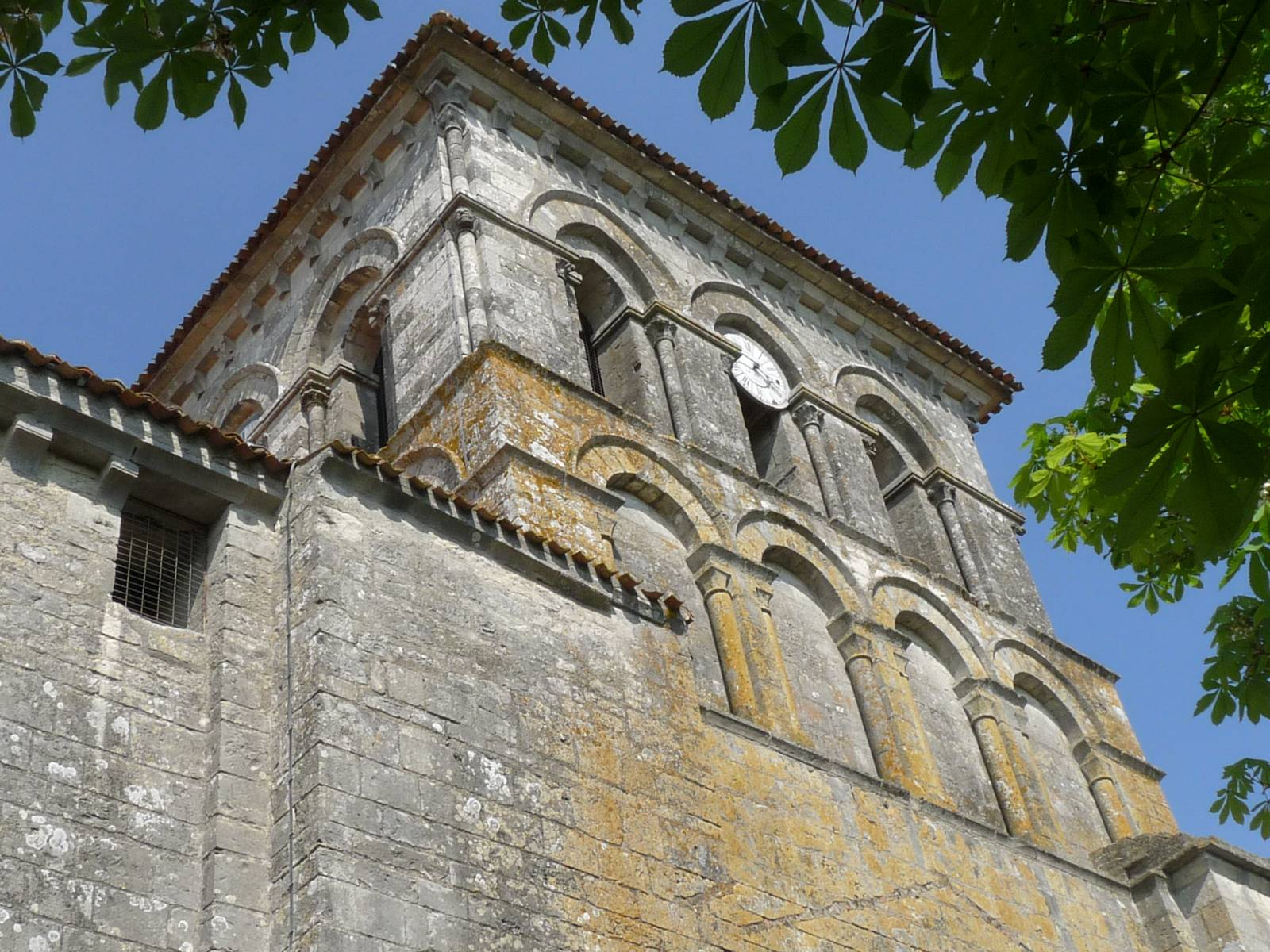
Le clocher.
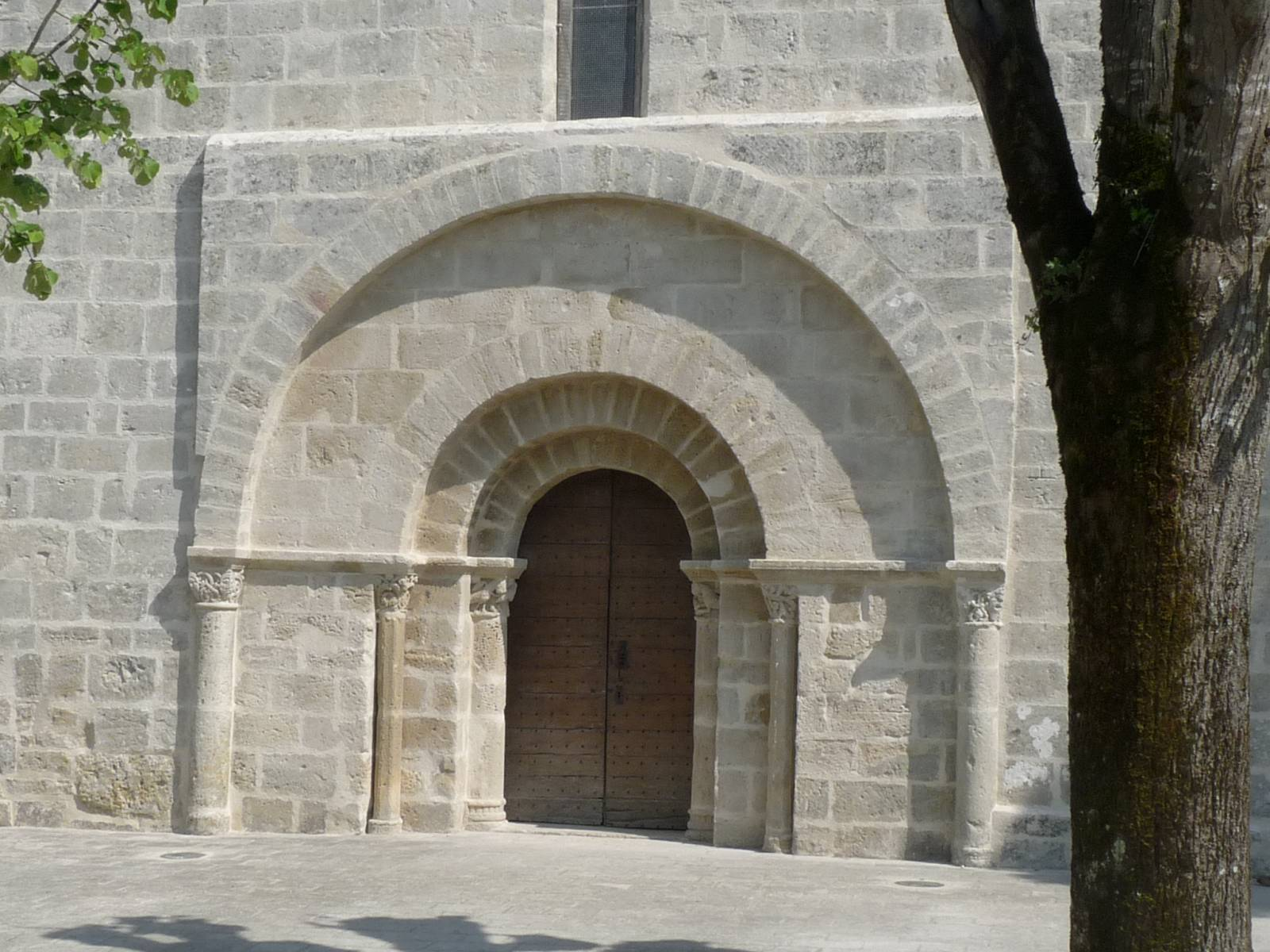
Le portail.
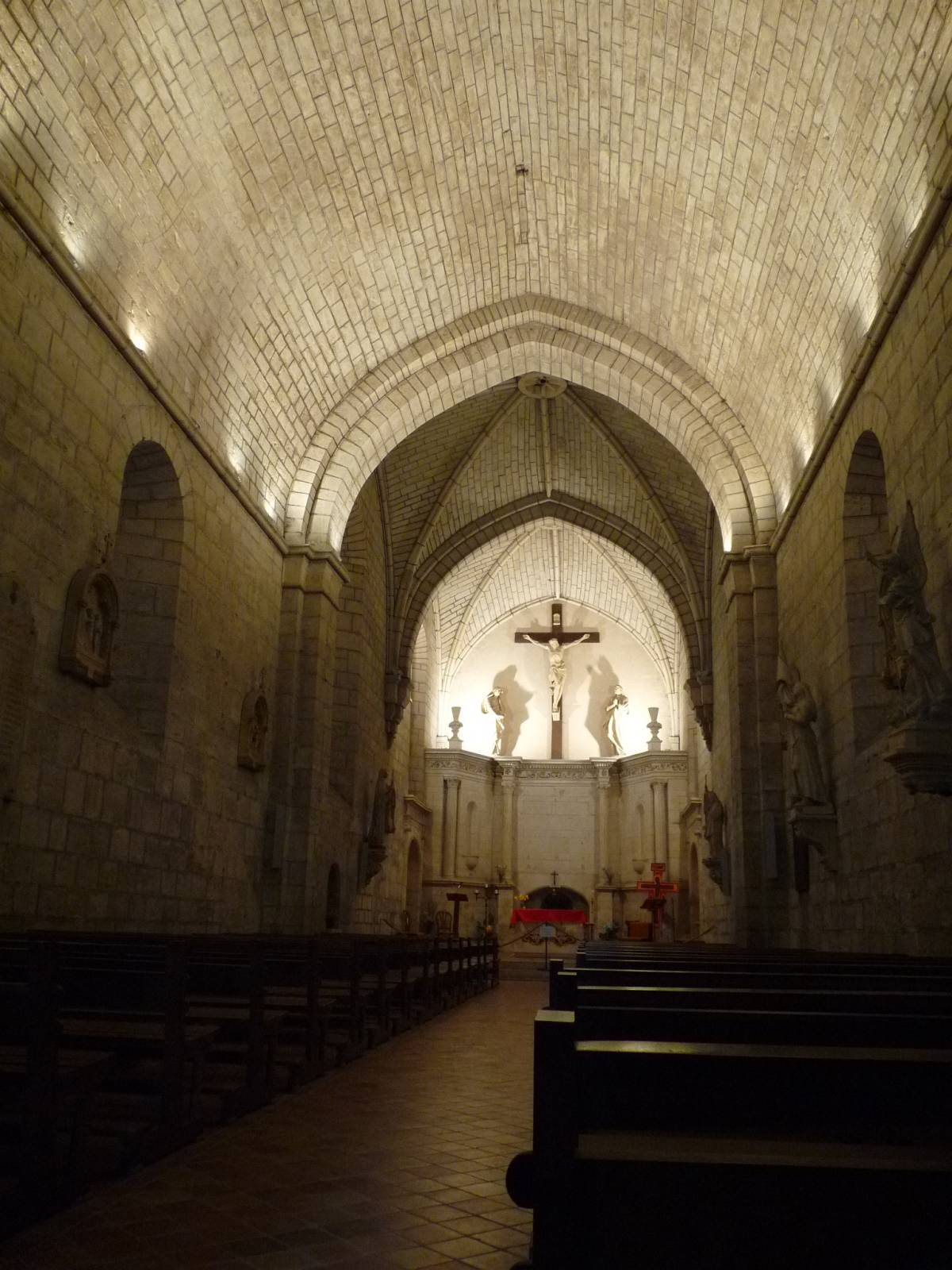
L'intérieur.

### Patrimoine civil

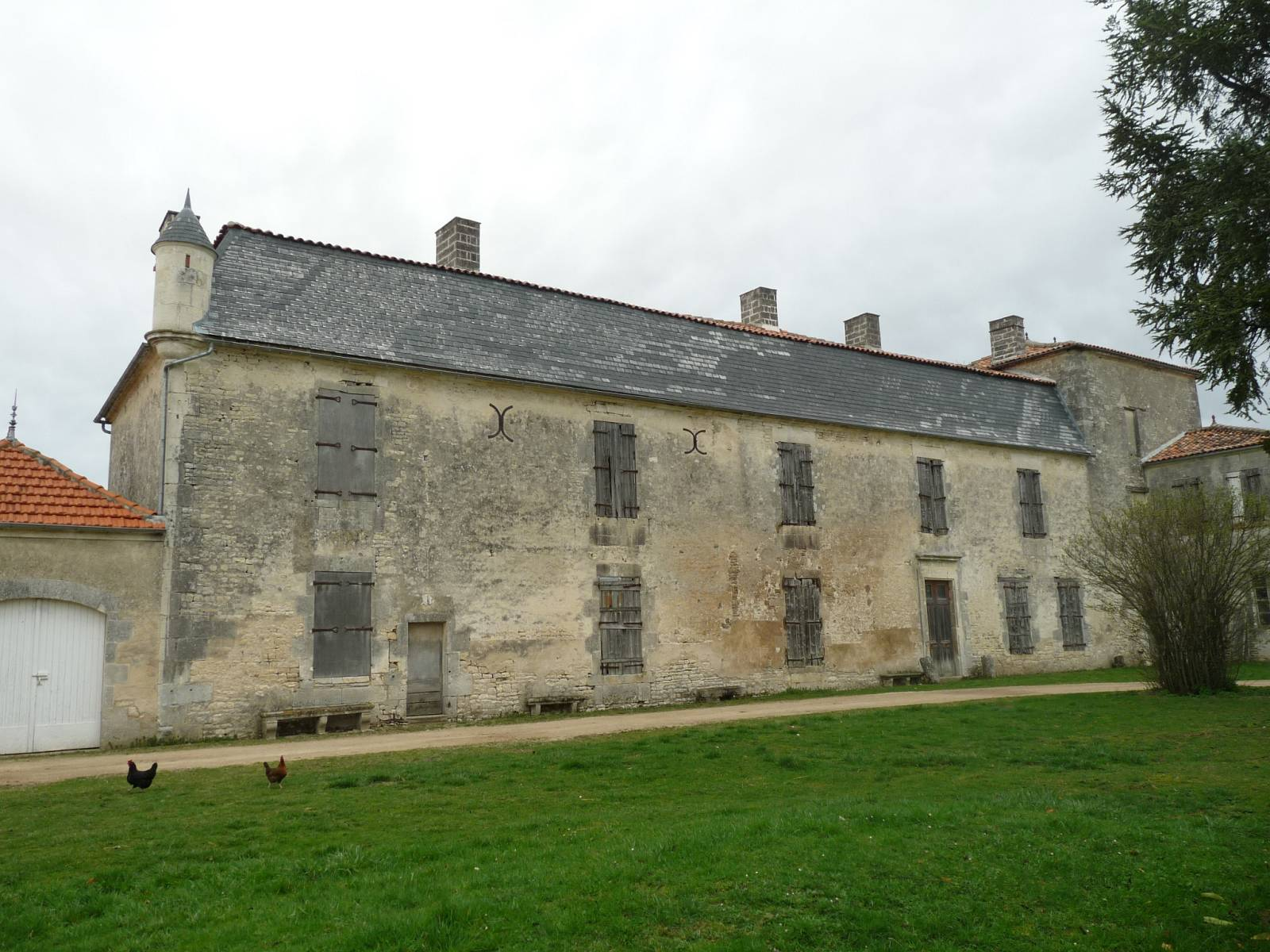
Le logis de Rulle.

À trois kilomètres, en suivant la route de Courbillac à Cognac par le Peyrat de Houlette, on découvre sur la gauche le vieux logis de Rulle, présumé être du XVIIe siècle. Sous l'Ancien Régime, il appartenait à la famille de Lestang de Rulle, seigneurs de Sigogne. Cette famille a compté en son sein des ancêtres de Madame de Maintenon et de l'écrivain Agrippa d'Aubigné.
De nombreuses fermes, inscrites mais non classées, recensées par la base Mérimée sont du XVIIIe siècle et du début du XIXe siècle.

## Héraldique
| Blason | Blasonnement : D'azur au chevron d'or accompagné en chef de deux étoiles d'argent et en pointe d'une cigogne arrêtée du même, becquée et membrée de gueules, le bec vers la pointe du chevron, au chef losangé d'or et de gueules. |